# Olive Yang
Olive Yang (chinesisch 楊金秀, Pinyin Yáng Jīnxiù; * 24. Juni 1927 in Kokang, Britisch-Burma; † 13. Juli 2017 in Mu Se Township, Myanmar) war eine ethnisch chinesische Drogenhändlerin und Kriegsherrin aus Kokang in Myanmar. Sie handelte mit Opium und war nach dem Zweiten Weltkrieg entscheidend am Aufbau des modernen internationalen Drogenhandels beteiligt, als sie Routen für den Drogenschmuggel im Goldenen Dreieck aufbaute.

## Laufbahn
Ihre Familie stammte aus dem Hochadel der Ming-Dynastie, der sich nach der Machtergreifung der mandschurischen Qing-Dynastie in das bergige Grenzland von Kokang in Myanmar zurückzog. Hier wurde sie 1927 unter dem chinesischen Namen Yang Jinxiu geboren. Sie war eine Prinzessin und die Schwester von Sao Edward Yang Kyein Tsai, dem Saopha (Häuptling) der Kokang-Chinesen. Ihren Verwandten zufolge widersetzte sie sich schon in jungen Jahren den herrschenden Geschlechternormen, indem sie sich gegen das Füßebinden wehrte, schießwütig gewesen sein soll und sogar einmal einen Revolver in ihre Schule mitbrachte. Sie soll auch häufig Männerkleidung getragen haben.
Im Alter von 19 Jahren organisierte sie ethnische Kokang-Milizen, die den Spitznamen Olive's Boys trugen. Eine Armee von mehr als tausend Soldaten. Sie festigten die Kontrolle über die Opiumhandelsrouten vom Hochland ins Tiefland. Yang beherrschte den Opiumhandel in Kokang vom Ende des Zweiten Weltkriegs bis in die frühen 1960er Jahre. In den 1950er Jahren, nach der Niederlage der Nationalisten und ihrer anschließenden Vertreibung vom chinesischen Festland, schloss sie sich mit der Kuomintang zusammen, um Opiumhandelsrouten entlang des Goldenen Dreiecks (Südostasien) einzurichten. Dabei wurde sie auch von der Central Intelligence Agency (CIA) der Vereinigten Staaten unterstützt, die damit antikommunistische Kräfte finanzieren wollten, jedoch stattdessen die Grundlage für den modernen internationalen Drogenhandel legten. Die Schmuggelrouten, die sie als talentierte Logistikerin aufbaute, wurden für Jahrzehnte genutzt und fluteten die westlichen Märkte mit Drogen.
Ihre Eltern arrangierten eine Ehe mit Twan Sao Wen, dem Sohn des Häuptlings von Tamaing. Ihre Eltern waren vor ihrer Heirat 1948 gestorben. Von 1948 bis 1950 lebte sie mit Twan zusammen und bekam 1950 einen Sohn, Duan Jipu (段吉卜), da von ihr ein Erbe erwartet wurde. Ihr Sohn wurde später Lehrer in Chiang Mai (Thailand). Nach Angaben ihrer Schwester Judy Yang hatte Twan Angst vor Olive. Olive hatte angeblich einen Urintopf geworfen, als er versuchte, die Ehe zu vollziehen. Aus Furcht vor seiner Frau ließ er sich schließlich von ihr scheiden. Sie soll lesbisch gewesen sein und zahlreiche Affären in der burmesischen High Society gehabt haben, darunter mit der bekannten burmesischen Schauspielerin Wah Wah Win Shwe, was in ihrer aristokratischen Familie Missfallen ausgelöst haben soll.
Von den 1950er bis Mitte der 1960er Jahre war sie Kommandeurin der Kokang Kakweye (Volksverteidigungskräfte). Die burmesische Regierung verbündete sich schließlich mit Yang und der Kokang Kakweye, um die Kuomintang-Truppen aus Kokang zu vertreiben. Yang und die Kokang Kakweye gingen 1953 gegen die Kuomintang vor, kollaborierten dann aber während der gesamten 1950er Jahre mit der Kuomintang beim Opiumhandel nach Thailand; die Kuomintang nutzte diese Opiumrouten jahrzehntelang weiter. Mit der Unterstützung der Kuomintang wuchs ihr Einfluss im Laufe des Jahrzehnts, und Yang wurde zur De-facto-Herrscherin der Region. Während ihr Bruder Edward Häuptling in Kokang war, soll sie die wahre Herrscherin gewesen sein. 1962 wurde sie zusammen mit ihrem Bruder Jimmy, einem Parlamentsmitglied, von den birmanischen Behörden verhaftet, um sie zu entmachten und das Kokang-Gebiet unter Kontrolle der Regierung zu stellen. Sie blieb mehrere Jahre im Insein-Gefängnis inhaftiert und wurde 1968 freigelassen.
Nachdem sie in den 1980er Jahren von Khin Nyunt rekrutiert wurde, vermittelte sie 1989 einen Waffenstillstand zwischen der burmesischen Regierung und den Aufständischen in Kokang, der für knapp 20 Jahre anhielt. Sie soll ihre letzten Jahre als Nonne verbracht haben. Im Jahr 2003 kehrte sie nach einer Phase chronischer Krankheit nach Kokang zurück, wo sie bis zu ihrem Tod im Alter von 90 Jahren lebte.